# Nestoriánská stéla
Nestoriánská stéla se nachází v čínském Si-anu. Byla postavena v roce 781, v období dynastie Tchang. Dokumentuje 150 let raného křesťanství v Číně a existenci křesťanských komunit v její severní oblasti.

## Historie
Zástupci nestoriánské církve se setkali s tchangským císařem Tchaj-cungem zásluhou úsilí křesťanského misionáře Alopena v roce 635, který spolu se syrskými misionáři přišel do Číny z Velkého Čchinu (čínské pojmenování Východořímské říše nebo Sýrie). Nauka byla zkoumána a následně schválena císařským ediktem umožňujícím její šíření po celé říši. Na počest úspěchů této komunity byla 7. ledna 781 v tehdejším hlavním městě Čchang-anu vztyčena stéla. Během vlády císaře Wu-zunga kolem roku 845 proběhly proticizinecké a protináboženské kampaně, které postihly s nestoriány i buddhisty a zoroastriány. Stéla byla uložena do země a znovuobjevena v období pozdní dynastie Ming (mezi léty 1623–1625) vedle chrámu Čchung-žen v Si-anu.
Jako první na křesťanský obsah textu upozornil Čang Keng-jou, který věděl o křesťanství prostřednictvím Mattea Ricciho, jednoho ze zakladatelů jezuitských misií v Číně. Interpretace textu na stéle se ujali jezuité, kteří ve své výroční zprávě misie v Číně z roku 1625 zmínili obtížnost srovnání čínsko-syrského nápisu z 8. století s doktrínami raného evropského křesťanství. Jezuité zastávali názor, že stéla byla postavena komunitou římských katolíků v Číně, pozdější výzkum však potvrdil, že křesťanství bylo do Číny přineseno nestoriány. Objev stély se stal významnou událostí a vyvolal řadu otázek. První publikaci původního čínského a syrského textu nápisu vydal Athanasius Kircher s názvem China Illustrata s latinským překladem v roce 1667. O textu na stéle polemizoval také Voltaire v korespondenci z roku 1776. Ve 20. století provedl výzkum stély významný francouzský sinolog a orientalista Paul Pelliot. V roce 1994 repliku stély obdržel darem od patriarchy asyrské církve východu Dinkhy IV. papež Jan Pavel II. V současnosti je stéla umístěna v muzeu „Lesa stél“ v Si-anu.

## Popis
Stélu tvoří vápencový monolit o výšce 2,79 metrů a šířce 1,10 metrů. Nadpis na kameni je překládán jako Památník šíření náboženství z Ta Čchinu v Číně (大秦 景教 流行 中國 碑; pinyin: Dàqín Jǐngjiào liúxíng Zhōngguó bēi), případně Pomník připomínající šíření náboženství světla Ta Čchin v Říši středu. Autorem textu je mnich čínským jménem Ťing-ťing, pocházející z kláštera Ta-čchin.
Vrchol monolitu tvoří ornament v podobě dvou propletených draků, mezi nimiž je umístěn kruhový předmět, označovaný jako perla. Je zde i kříž. Na stéle je uveden seznam sedmdesáti jmen biskupů a diákonů napsaný v syrštině a čínštině. Jména vyšších duchovních jsou vytesána na přední straně stély, jména mnichů jsou řazena podélně na bocích. Následuje text v eufemistickém stylu složený přibližně z 1900 čínských znaků odkazujících na Genesis, kříž a křest. Obsahuje jméno prvního misionáře Alopena, vzdává hold misionářům a dobrodincům církve.
Nápis je členěn do oddílů, z nichž první (sloupce 1-8) představuje doktrinální úvod. V něm je chválen Bůh, jež stvořil nebesa, Zemi a poté člověka. Člověk oklamán Satanem, koná zlo. Trojjediný Bůh přichází na svět v podobě Mesiáše, poráží Satana a vrací se do nebe. Lidem zanechává 27 písem, učení o dobrých skutcích a pravé víře. Další část je historická (sloupce 8-24), zmiňuje se o moudrosti dobrého panovníka šířit náboženství ťing-ťiao. Text končí oslavnou básní chválící pravdu a krásu náboženství světla a slávu císařů dynastie Tchang (sloupce 24-29). V závěru je uvedeno datum podle čínského a syrského kalendáře.